# 千葉胤連
千葉 胤連（ちば たねつら）は、戦国時代の武将。肥前小城郡晴気城主。鍋島直茂の養父である。

## 生涯
九州千葉氏の一族で、千葉胤勝の子として生まれる。天文10年（1541年）、少弐氏の命令で鍋島直茂を養子に迎えたが、天文14年（1545年）に龍造寺家純ら龍造寺氏一族の多くが少弐氏によって殺害されると、養子関係を白紙に戻されている。やがて胤連も少弐氏をあくまで擁護する義理の弟・千葉胤頼と敵対したため、龍造寺隆信と手を結んで永禄2年（1559年）に少弐冬尚と千葉胤頼を滅ぼした。その後も隆信と手を結んで、九州千葉氏の立場を確保している。後に自らの所領をかつての養子・鍋島直茂に譲って隠居した。